# Gusto (azienda)
Gusto (precedentemente ZenPayroll) è una società che fornisce software per la gestione delle retribuzioni, dei vantaggi e delle risorse umane basato su cloud, per le aziende con sede negli Stati Uniti. Gusto gestisce i pagamenti a dipendenti e appaltatori e gestisce anche elettronicamente le pratiche burocratiche necessarie per aiutare i propri clienti a rispettare le leggi fiscali, sul lavoro e sull'immigrazione. Gusto è operativo in tutti i 50 stati degli Stati Uniti.

## Storia
Gusto faceva parte del gruppo invernale 2012 dell'acceleratore Y Combinator. Il servizio è stato lanciato ufficialmente l'11 dicembre 2012 in California.
Il 12 giugno 2013, Gusto ha annunciato il supporto per il pagamento dei lavoratori a contratto, inclusa la verifica della conformità fiscale (presentando il relativo Form-1099 e altri documenti). Questo è stato propagandato da alcuni scrittori di tecnologia come un vantaggio per l'azienda rispetto a concorrenti come ADP e Paychex, il cui software per le buste paga è stato dichiarato privo della flessibilità per accogliere i lavoratori a contratto. La società ha inoltre annunciato l'intenzione di lanciare servizi in Florida, in Texas e nello stato di New York. Ad agosto, i servizi erano disponibili in tutti i 50 stati.
Nell'agosto 2013, Gusto ha annunciato di aver superato i $ 100 milioni di pagamenti elaborati ogni anno e di essere stato lanciato in Florida, Texas e Washington .
Nel settembre 2014, Gusto ha annunciato la sua interfaccia di programmazione dell'applicazione (API) e le partnership con oltre una dozzina di società di servizi di back-office di piccole e medie imprese (PMI).
Nel settembre 2015, è stato annunciato che ZenPayroll aveva cambiato nome in Gusto e stava ampliando la sua attenzione per integrare i benefici per la salute e la retribuzione dei lavoratori nel suo software per le buste paga.
Nel 2016, l'azienda ha lanciato una campagna pubblicitaria in cui Kristen Schaal interpretava un rappresentante delle risorse umane di Gusto.
Nel 2019, Gusto ha annunciato l'apertura della sua terza sede. Il nuovo ufficio si trova a New York City.

## Finanziamenti
Nel dicembre 2012, la startup ZenPayroll ha annunciato che, nel precedente aprile, dopo essersi aggiudicata la sessione invernale 2012 di Y Combinator, aveva raccolto il più grande round di finanziamenti per una startup di Y Combinator. L'importo totale di 6,1 milioni di dollari è stato raccolto tra alcuni investitori di cui: il CEO e cofondatore di Box Aaron Levie, il CEO e co-fondatore di Yammer David O. Sacks, il CEO e co-fondatore di Dropbox Drew Houston, il co-fondatore di YouTube Jawed Karim, il CEO di Yelp e co-fondatore Jeremy Stoppelman e il CEO SugarCRM Larry Augustin, così come Google Ventures, Data Collective, Sherpalo Ventures, e Salesforce.com.
Il 19 febbraio 2014, Gusto ha annunciato un round A di finanziamento da $ 20 milioni con una valutazione di oltre $ 100 milioni. Il round è stato guidato da General Catalyst Partners, con la partecipazione anche di Kleiner Perkins Caufield & Byers.
Nell'aprile 2015, la società si è assicurata un round B di finanziamenti da $ 60 milioni. Il round è stato guidato da Google Capital.
Nel dicembre 2015, Gusto ha raccolto $ 50 milioni in un round opportunistico che ha valutato l'azienda per $ 1 miliardo.
Nel luglio 2019, Gusto ha raccolto $ 200 milioni con una valutazione di $ 3,8 miliardi. 

## Prodotto e prezzo
L'offerta di prodotti principali di Gusto è l'elaborazione delle buste paga. Come parte del prodotto principale del libro paga, Gusto offre l'on-boarding dei dipendenti (moduli di autorizzazione al lavoro, moduli di deposito diretto, aggregazione di informazioni sui dipendenti). Separatamente, Gusto offre assicurazione sanitaria per i dipendenti, assicurazione dentale e iscrizione e amministrazione di assicurazioni per la vista. Inoltre, Gusto offre altri benefici per i dipendenti e prodotti correlati tramite terze parti, tra cui il piano pensionistico 401K e assicurazioni sulla compensazione dei lavoratori.
Gusto addebita ai clienti una tariffa mensile per-dipendente, simile ad altri fornitori di software.